# 蒙戈切亞哈河
蒙戈切亞哈河是俄羅斯的河流，位於西西伯利亞平原，流经亞馬爾-涅涅茨自治區和克拉斯诺亚尔斯克边疆区，河道全長339公里，流域面積2,760平方公里，河水主要來自雨水和融雪，每年十月至翌年六月結冰。